# Grand Guignol (album)
Grand Guignol là album phòng thu dài thứ hai của ban nhạc Naked City, dẫn đầu bởi John Zorn, album phát hành năm 1992 qua hãng đĩa Avant tại Nhật Bản. Album này theo sau Torture Garden, một hợp những bản "hardcore tối giản" từ Naked City và Grand Guignol. Album này gồm một track chủ đề mở đầu dài 17 phút, những phiên bản tái dựng (cover) các tác phẩm của những nhà soạn nhạc cổ điển (với phần hát khách mời từ Bob Dorough), cùng một loạt track "hardcore tối giản" (track 9-41) có nhịp độ nhanh, mãnh liệt với tiếng alto saxophone lanh lãnh của Zorn và giọng gào của Yamatsuka Eye.
Album này cũng được phát hành như một phần của Naked City: The Complete Studio Recordings bởi hãng đĩa Tzadik Records năm 2005.

## Tiếp nhận
Ted Mills của Allmusic cho album 4 sao và phát biểu rằng "tác phẩm nối tiếp album cùng tên Naked City là sự rời bỏ kiểu noir New York mà họ đã hoàn thiện... Một album đáng nghe".
| Đánh giá chuyên môn | Đánh giá chuyên môn |
| Nguồn đánh giá      | Nguồn đánh giá      |
| Nguồn               | Đánh giá            |
| ------------------- | ------------------- |
| Allmusic            | [ 1 ]               |

## Danh sách track
Tất cả được soạn và sắp xếp bởi John Zorn, trừ khi có ghi chú trong dấu ngoặc đơn.
1. "Grand Guignol" – 17:41
2. "La cathédrale engloutie" – 6:24 (Claude Debussy)
3. "Three Preludes Op. 74: Douloureux, déchirant" – 1:17 (Alexander Scriabin)
4. "Three Preludes Op. 74: Très lent, contemplatif" – 1:43 (Scriabin)
5. "Three Preludes Op. 74: Allegro drammatico" – 0:49 (Scriabin)
6. "Prophetiae Sybillarum" – 1:46 (Orlande de Lassus)
7. "The Cage" – 2:01 (Charles Ives) - hợp tác với Bob Dorough
8. "Louange à l'éternité de Jésus" – 7:08 (Olivier Messiaen)
9. "Blood Is Thin" – 1:02
10. "Thrash Jazz Assassin" – 0:47
11. "Dead Spot" – 0:33
12. "Bonehead" – 0:54
13. "Piledriver" – 0:36
14. "Shangkuan Ling-Feng" – 1:16
15. "Numbskull" – 0:31
16. "Perfume of a Critic's Burning Flesh" – 0:26
17. "Jazz Snob: Eat Shit" – 0:26
18. "The Prestidigitator" – 0:46
19. "No Reason to Believe" – 0:28
20. "Hellraiser" – 0:41
21. "Torture Garden" – 0:37
22. "Slan" – 0:24
23. "The Ways of Pain" – 0:33
24. "The Noose" – 0:13
25. "Sack of Shit" – 0:46
26. "Blunt Instrument" – 0:56
27. "Osaka Bondage" – 1:17
28. "Shallow Grave" – 0:42
29. "Kaoru" – 0:53
30. "Dead Dread" – 0:48
31. "Billy Liar" – 0:13
32. "Victims of Torture" – 0:24
33. "Speedfreaks" – 0:50
34. "New Jersey Scum Swamp" – 0:44
35. "S/M Sniper" – 0:17
36. "Pigfucker" – 0:24
37. "Cairo Chop Shop" – 0:25
38. "Facelifter" – 0:57
39. "Whiplash" – 0:22
40. "The Blade" – 0:30
41. "Gob of Spit" – 0:21

## Thành phầm tham gia
- John Zorn – alto sax, vocal
- Bill Frisell – guitar
- Wayne Horvitz – keyboard
- Fred Frith – bass
- Joey Baron – trống
- Yamatsuka Eye – vocal
- Bob Dorough – nhạc sĩ khách mời trong "The Cage"